# Buddha che salta il muro
Il Buddha che salta il muro (佛跳墙S, fó tiào qiángP) è una zuppa cinese tradizionale della provincia del Fujian.

## Storia
Esistono varie leggende narranti l'origine del piatto. Secondo una tradizione, il Buddha che salta il muro fu ideato da uno studioso viaggiatore vissuto durante la dinastia Qing che, quando mangiava, era solito cuocere gli alimenti che conservava in un barattolo di creta per il vino. Una volta giunto con gli amici a Fuzhou, la capitale del Fujian, egli preparò il pasto e il profumo emanato dall'alimento attirò la curiosità di un monaco che decise di scavalcare il muro del monastero buddista in cui si trovava per andare incontro al viaggiatore (questo sebbene ai monaci sia imposta una dieta vegetariana e la suddetta zuppa contenesse anche carne). Un poeta che faceva parte della comitiva dello studioso errante disse che anche Buddha sarebbe giunto a saltare un muro pur di mangiare quel delizioso piatto.
Nel 1987, l'alimento venne popolarizzato in Corea grazie allo chef dello Shilla Hotel di Seul Hu Deok-juk. Tuttavia, l'Ordine Jogye, rappresentante del buddismo tradizionale coreano, si oppose all'utilizzo del nome che giudicava blasfemo. La controversia contribuì a rendere noto l'alimento nella nazione coreana.

## Ingredienti
Il Buddha che salta il muro è una zuppa saporita composta da trenta ingredienti diversi fra cui uova di quaglia, germogli di bambù, capesante, cetriolo di mare, abalone, pinna di squalo, vesciche natatorie, pollo, prosciutto di Jinhua, tendini di maiale, ginseng, funghi e taro. L'alimento necessita da uno a due giorni per essere preparato ed è ricco di calcio e proteine.